# حسن قاسم حبش
حسن قاسم حبش (2 سبتمبر 1943 - 22 مارس 2021) هو خطاط عراقي

## حياته
حسن بن قاسم حبش البياتي البجدلي ولد في يوم الجمعة 3 رمضان 1362هـ/1944م، في مدينة الموصل، واختص بكتابة الخط الكوفي واشتهر بهِ، وتخرج من معهد المعلمين في الموصل عام 1965م، وسار على نهج الخطاط يوسف أحمد يوسف المصري في كتاباتهِ، ثم تأثر بكتابات محمد عبد القادر المصري، ومن ثم أوجد لهُ طريقة خاصة سار عليها وذلك بتوحيد الصورة الصحيحة للحرف العربي.
وورد ذكرهِ في كتاب مرجع الخطوط العربية لمؤلفه فوزي سالم عفيفي واعتبر من الخطاطين البارزين في العراق. ومن آثارهِ الخطية واجهة جامع حليمة السعدية ببغداد، ومجموعة مؤلفات من كتب وكراريس خطية، طبع قسم منها داخل العراق وقسم آخر خارجه، ودرس الخط والزخرفة في دور المعلمين والمعلمات وفي معهد تطوير اللغة العربية التابع لوزارة التربية، وعمل في النشاط المدرسي وكان متفرغاً للتأليف والكتابة.
تم تكريمه من رئيس العراق السابق أحمد حسن البكر، وحصل على العديد من الجوائز والأوسمة، وأقام معرضه الشخصي في الخط العربي في الموصل عام 1970 وكذلك أقام معرضا لأعماله الزخرفية والكوفية عام 1976م، وهو عضو في جمعية التشكيليين العراقيين، وله مخطوطات عديدة.

## من مؤلفاته
- كراسة الخط الكوفي.
- كراسة خط الثلث.
- كراسة خط النسخ.